# Битка за Алеп (2012—2016)
Битка за Алеп (арап. معركة حلب) била је најкрвавија и најдуготрајнија битка Сиријског грађанског рата, а завршила се победом Сиријске армије. Током битке погинуло је 31.211 људи, укључујући и цивиле.

## Увод
Пре рата, Алеп је био највећи град Сирије, са 2,3 милиона становника. Алеп је такође био велики трговачки, саобраћајни, индустријски и економски центар земље. Са војне тачке, контрола над Алепом је била од стратешког значаја за све стране, у тој мери да су све стране пружале свој максимум како би преузеле контролу над њим. Протести опозиције против секуларног председника Асада су почели током 2011. и захватили целу земљу.
Слободна сиријска армија је 19. јула 2012. упала у делове града Алепа и отпочела битку за Алеп. Истовремено одржавани су протести против режима Башара ал Асада. Војска Сирије је сутрадан, 20. јула, започела гранатирање града и положаја устаника. Борбе између устаника и регуларне армије су трајале, променљивог интензитета, до отпочињања контраофанзиве Сиријске војске, 28. јула 2012. Неколико дана раније, 24. јула, Сиријско ваздухопловство је по први пут од избијања сукоба извело ваздушне ударе по побуњеницима, користећи школске авионе L-39 албатрос. Интензитет борби нарочито је појачан у току претходног, 23. јула. Истовремено са појачавањем интензитета борби у затвору у Алепу, због лоших услова, избила је побуна која је угушена 24. јула са око 15 погинулих затвореника. Сутрадан, 25. јула, Сиријска армија извела је прегруписавање и појачање трупама дислоцираних са границе са Турском, упоредо са интензивирањем борби у кварту Ел Џамалија. 27. јула Војска Сирије је отпочела груписање артиљерије и тенкова око Алепа и припреме за контраофанзиву. Истовремено цивили су напуштали град а побуњеници ојачавали и прикупљали муницију и опрему. Сутрадан, 28. јула, Сиријска војска је отпочела контраофанзиву у циљу заузимања Алепа и уништавања побуњеничких снага у граду.

## 2013.
У децембру 2012. Нусра фронт је запретио да ће рушити све путничке авионе јер Сиријска војска наводно користи комерцијалне летове за транспорт трупа и наоружања.
Након више напада на међународни аеродром Алепа, борбе су заустављене 1. јануара 2013. Наредног месеца терористи су заузели Велику џамија у Дамаску.
Дана 9. јуна Сиријска војска је покренула под именом „Северна олуја” којом су планирали да поврате контролу над градом.
Између 7. и 14. јуна Сиријска армија и Хезболах су оствариле велики напредак и потиснули терористе из многих делова града али је офанзива завршена након што су терористи зауставили једну оклопну колону.
Дана 8. новембра Сиријска армија је покренула напад на побуњеничку базу 80 праћену жестоким артиљеријским ударима. Ал Џазира је јављала да уколико успеју, Сиријске снаге ће одсећи терористима пут између Алепа и града Ал Баб. Неколико дана касније Ројтерс је известио да су се побуњеници прегруписали. Током борби за базу 80 је убијено 15 терориста.
Наредног месеца, Сиријска армија је делимично опколила град у операцији „Canopus Star Operation”. Терориста Абу Фирас Ал Халаби тврди да је Сиријска армија тада користила бојлер бомбе и наводно убила 1.000 људи.

## 2014.
Сиријска армија је крајем 2013. успела да уништи побуњеничку опсаду града и да коначно преузме иницијативу. Током маја 2014. Сиријска армија је заузела индустријско насеље Шеик Наџар и да прекину побуњеничку опсаду централног затвора Алепа у коме су били опкољени Сиријски војници који су се борили против терориста већ две године.
Током новембра 2014. Уједињене нације су предложиле евакуацију побуњеника, а да Сиријска армија заузврат дозволи свим терористима излазак и да им помогне у транспорту уколико положе оружје. Председник Башар ал Асад је био вољан да прихвати али су терористи одбили.

## 2015.
Почетком јануара, терористи су заузели Мацбал и каменоломе ал Мисат приморавајући Сиријску војску да се повуче према северу. Побуњеници су такође заузели Манашер ал Бреџ, покушавајући да заузму ал Бреџ брдо, уколико би га заузели, терористи би успели да пресеку пут Сиријској армији између централног затвора и Хандарат насеља и Малах фарми. Крајем јануара, терористи су преузели део брда ал Бреџ.
Средином фебруара 2015. Сиријска армија и њени савезници су покренули велику офанзиву на северу Алепа с циљем да пресеку последњу руту снабдевања терориста и како би уништили опсаду шиитских градова Захра и Нубл на северозападу. Војска је брзо заузела неколико села али лоши временски услови су зауставили напредовање Сиријских снага. Неколико дана касније, терористи нападају и преузимају два од четири изгубљена села.
Дана 9. марта терористи нападају Хандарат и према њиховим тврдњама преузимају 75% док Сиријска армија остаје у северним деловима Хандарата. Сиријска армија је тврдила како још увек контролише 80% Хандарата. Након 10 дана борби, Сиријска армија је потпуно протерала терористе из Хандарата и преузела контролу.
У припремању нове офанзиве, терористи су 15. јуна жестоко гранатирали делове града под сиријском контролом и том приликом убијају 43 цивила, а 190 рањавају. 17. јуна терористи заузимају западно насеље Рашидин. 19. и 20. јуна терористи убијају још 19 цивила у гранатирању.
Почетком јула, две терористичке групе покрећу офанзиву против Сиријске војске и заузимају научни центар али неуспевају да заузму Џамијат ал Захра. Сиријска војска неуспешно покушава да поврати научни центар.
Крајем септембра Русија започиње војну интервенцију у Сирији на страни легалних власти те земље.
Средином октобра такозвана Исламска Држава заузима четири побуњеничка села на северу провинције Алепо док Сиријска војска заузима још један затвор и фабрику цемента.
Сиријска војска и Хезболах покрећу нову офанзиву и до краја месеца заузимају 408 km² и у том тренутку контролишу 3/4 јужног Алепа.
До краја 2015. у делу града под контролом побуњеника је остало само 80 доктора, тј. један на 8.000 људи док је једна пекара хранила 120.000 људи.

## 2016.
Током 2016. је утврђено да се у делу града под контролом побуњеника налази око 300.000 цивила док је у делу града под контролом Сиријске армије остало око 1.500.000 људи.
Почетком 2016. Сиријска армија је заједно са својим савезницима прекинула побуњеничку опсаду два шиитска села, Нубл и ал Захра. Тиме је војска успела да одсече побуњеницима линије снабдевања из суседне турске. 4. фебруара Сиријска војска је ослободила градиће Мајер и Кафр Наја, следећег дана, војска је ослободила село Ратиан на северозападу Алепа.
Дана 25. јуна Сиријска војска са својим савезницима започиње дуго ишчекивану офанзиву којом је требало да заузму магистралу Кастело чиме би побуњеничке линије снабдевања биле потпуно одсечене, а терористи потпуно опкољени. Операцију су предводиле елитне снаге познате као Тигрови под командом славног генерала Сухеила ал Хасана.
До краја јула, Сиријска војска је успела да истера терористе са Кастело магистрале и Малах фарми и тиме опколи све терористичке снаге у Алепу. Али неколико дана касније, терористичке групе као што су Слободна сиријска армија и Фронт Ал Нусра покрећу своју офанзиву на југу Алепа, на простору апартмана 1070, а која је имала за циљ пробијање линија Сиријске војске и спајање са побуњеницима унутар града. Напад терориста је почео артиљеријским ударима и нападима бомбаша самоубица Сматрало се да ова офанзива може одлучити судбине целе битке за град Алеп, па чак и судбину целог Сиријског рата.
После недељу дана тешких борби, побуњеници изнутра и од споља напредују у насељу Рамусех и заузимају га укључујући и ал Рамусех војну академију. Овим напредовањем, побуњеници успевају да са југа пресеку линију снабдевања Сиријске војске и објављују како је опсада њихових снага завршена али ипак линија коју су заузели је непрекидно била изложена артиљеријским ударима Сиријске војске као и руским ваздушним нападима чиме су обе стране буквално биле под опсадом. Од почетка побуњеничке офанзиве је погинуло најмање 130 цивила, а преко 500 бораца је погинуло, углавном терориста.
Како год 4. септембра Сиријска војска поново ослобађа војне школе чиме поново опкољавају побуњенике унутар Алепа. Недељу дана касније, Сиријска војска ослобађа округ Рамусех и поништавају све успехе побуњеничке офанзиве.
Дана 22. септембра Сиријска војска и њени савезници покрећу офанзиву којом је требало да ослободе источни Алеп. На крају Сиријска војска ослобађа 15-20% територије града коју су држали побуњеници.
Крајем октобра, побуњеници започињу офанзиву која се завршава њиховим неуспехом, након чега Сиријске снаге ослобађају све територије које су изгубили током јулске офанзиве.
Сиријска војска 15. новембра започиње седамнаесту офанзиву под кодним називом „Операција Зора победе”. За релативно кратко време Сиријска војска ослобађа насеља Ханано, Сахур, Џабал Бадро, Бустан ал Баша, Хелок, Шеик Хедер, Шеик Фарес, Хајдаријах, Ајн ал Тал, Ард ал Хамра и тиме преузимају 40-45% територије коју су побуњеници контролисали пре офанзиве.
Током 27. и 28. новембра Курдске снаге покрећу напад на позиције побуњеника и након што их заузимају, Курди знатно увећавају своју територију у граду.
До 13. децембра побуњеници су држали само 5% своје раније територије. Иранска новинска агенција „Fars news” је објавил да битка за Алеп може бити готова већ у наредна два дана. Борбе су прекинуте и објављено је примирје како би се евакуисали терористи и њихове породице али је договор пропао јер су Ирански и шиитски борци отворили ватру на групу евакуисаних терориста. Нови договор је постигнут 15. децембра али је пропао већ следећег дана јер је Иран тражио да побуњеници заузврат омогуће евакуацију цивила две шиитске енклаве на Северу Сирије које су под опсадом побуњеника.
Нови договор о евакуацији терориста је постигнут 18. децембра али је заустављена већ 20. децембра јер су побуњеници пуцали на евакуисане шиите. Следећег дана је евакуација настављена и до 22. децембра су сви побуњеници и њихове породице напустили град Алеп.
Тиме је битка за Алеп завршена 22. децембра 2016. године победом Сиријске војске.

## Реакције
Сиријски председник Башар ел Асад је у видео поруци честитао је свом народу на ослобађању града, назвавши га историјским моментом након којег ће свет бити другачији. Додао је да "оно што се дешава данас је писање историје коју пише сваки грађанин Сирије, то писање није започело данас, почело је пре шест година када је кренула криза и рат против Сирије". Асад је додатно критиковао западњачку медијску пропаганду око Алепа, као и њихову ћутњу око Палмире коју је заузетла Исламска Држава за време алепске битке. Међународне честитке на победи стигле су из Русије, Ирана, Ирака, Либана, Кине и других држава. Руски председник Владимир Путин у телефонском разговору честитао је Асаду и навео да је "овај успех остварен заједничким напорима свих оних уједињених у борби против међународног тероризма у Сирији". Сличну честитку на ослобођењу града упутио је и ирански председник Хасан Рухани, додавши да ће "Иран остати до краја уз Сирију у борби против такфиријских терориста и њихових спонзора". Председник иранског парламента Али Лариџани ослобађање Алепа назвао је "пресудном битком у борби против терориста" односно "великом побједом над тероризмом у Сирији и регији", а бивши заповедник Револуционарне гарде Јахја Рахим Сафави "поразом плана поделе Сирије".
Негативне и осуђујуће реакције на исход битке пристигле су примарно из САД, Француске, УК, Немачке, Турске, Саудијске Арабије и Катара. Амерички председник Барак Обама прозвао је Дамаск, Москву и Техеран због "покоља цивила", док је америчка амбасадорица при УН, Саманта Пауер, иначе позната по испадима је ове три земље назвала "бесрамним", упоредивши битку за Алеп са Халабџом, Руандом па чак и са Сребреницом. Сличне прозивке за наводни "масакр" упутили су и амерички државни секретар Џон Кери, француски председник Франсоа Оланд, немачка канцеларка Ангела Меркел, британска премијерка Тереза Меј, италијански премијер Матео Ренци и канадски премијер Џастин Тридо. У знаку солидарности са терористима угашена су светла Ајфелове куле, док су по метрополама ЕУ, заливских монархија и Турске одржани скупови. Протестне шетње и говори у подршци побуњеницима одржани су и у Зеници и Сарајеву.
Свршетак битке генерално је довео до појачаних тензија између два супростављена политичка блока, тешких међусобних оптужби и медијске пропаганде. Западњачки масовни медији, укључујући добар део балканских, инсистирали су да је Алеп "заузет" или "пао", демонизирајући притом сиријско-иранско-руску коалицију односно релативизирајући терористичку нарав побуњеника. Стање на терену напослетку се показало дијаметрално супротним од западњачких оптужби – од укупно 1.250.000 грађана Алепа, колико их се затекло у граду при завршним војним операцијама, свега 35.000 (мање од 3%) прихватило је евакуацију у покрајину Идлиб која се налазила под контролом терориста.